# Коул (Оклахома)
Коул (енгл. Cole) град је у америчкој савезној држави Оклахома.

## Демографија
По попису из 2010. године број становника је 555, што је 82 (17,3%) становника више него 2000. године.
| Група             | 2000.       | 2010.       |
| Белци             | 420 (88,8%) | 498 (89,7%) |
| Афроамериканци    | 1 (0,2%)    | 2 (0,4%)    |
| Азијати           | 0 (0,0%)    | 2 (0,4%)    |
| Хиспаноамериканци | 13 (2,7%)   | 4 (0,7%)    |
| Укупно            | 473         | 555         |